# 2022년 루손 지진
2022년 루손 지진은 2022년 7월 27일 오전 8시 43분 24초(PHT)에 필리핀 루손섬에서 발생한 지진이다. 지진의 진앙은 아브라주 지역이다. 지진으로 11명이 사망하고 615명이 부상을 입었다. 또한 주택, 학교, 건물 등 총 35,798채가 붕괴되거나 피해를 입었으며 총 18억 8천만 필리핀 페소의 재산 피해가 발생했다.

## 지질학적 환경
필리핀 북부와 루손섬 주변의 지질 구조는 복잡하다. 루손섬은 동쪽과 서쪽으로 사이에 두고 섭입대가 끼어 있다. 루손섬 남부에서는 필리핀 해구를 따라 섬 동쪽에 필리핀해판이 순다판 아래로 섭입하는 섭입대가 존재한다. 7월 27일 지진이 발생한 루손섬 북부의 경우 루손섬 서쪽에 순다판이 필리핀해판 아래쪽으로 동쪽을 향해 섭입하는 또 다른 섭입대인 마닐라 해구가 있으며 섭입대의 위치와 방향이 반대이다. 루손섬과 주변 지역은 판구조론이 매우 복잡하여 지진 발생 양상도 매우 다양하다. 1970년 이후 루손섬에서 발생한 규모 M7 이상의 지진은 역단층, 정단층, 주향이동단층 등 다양한 발진기구해가 존재한다. 또한 활성 판 경계라 이곳에서도 여러 지진이 발생한다. 1970년 이후 이번 2022년 7월까지 이번 지진 진앙지 250 km 내에서 발생한 규모 M6.5 이상 지진은 총 11차례 발생했다. 이 중 가장 큰 규모의 지진은 1990년 7월 16일 발생한 규모 M7.7~7.8의 지진으로 2022년 7월 27일 지진의 진앙에서 남쪽으로 약 215 km 떨어진 지점에서 발생했다. 1990년 지진으로 최소 1,600명이 사망하고 3,000명 이상이 부상을 입었다. 또한 1990년 지진으로 바기오-카바나투안-다구판 지역에서 산사태, 토양액상화, 지반 침하 및 모래 분출 현상 등이 일어났다.

## 지진

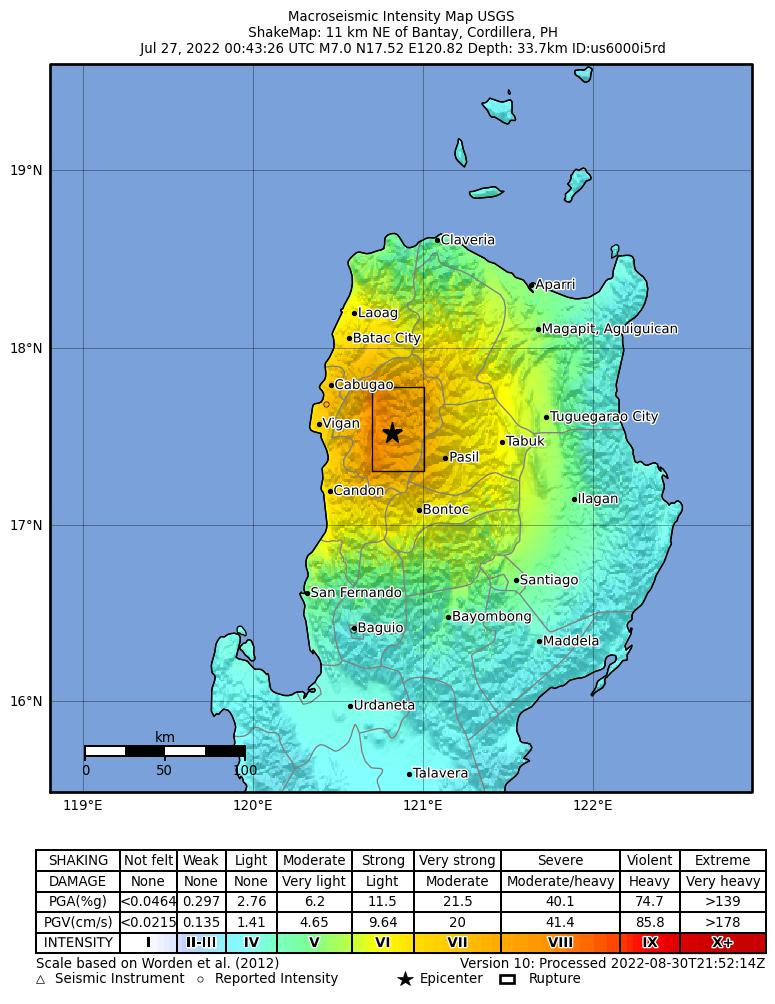
미국 지질조사국(USGS)이 분석한 본진의 지역별 진도를 그린 지도

이번 지진은 사교성을 가진 역단층에서 발생했다. 초기 분석에 따르면 이 지진은 좌수향 주향이동성을 작게 가진 동쪽 방향 경사의 저각 역단층 혹은 우수향 주향이동성을 작게 가진 서북쪽 방향의 고각 역단층에서 발생했다고 밝혀졌다. 지진의 진원 깊이, 진원기구, 진앙은 순다판 위에 있는 필리핀해판의 지질학적 특성과 일치한다. 순다판은 루손섬 서해안에 있는 판의 경계에서 루손섬 아래를 향해 동쪽으로 섭입한다. 미국 지질조사국(USGS)에 따르면 이번 지진으로 방출된 지진 모멘트는 5.4e+19 Nm이며 이는 모멘트 규모 Mw7.1에 해당한다. 지진 역분석으로 얻은 유한 단층면에 따르면 동쪽으로 경사를 가진 충상단층에서 단층 파열이 발생했으며 최대 0.9 m의 변위가 생겼음을 유추했다.
필리핀 화산 및 지진연구소(PHIVOLCS)에서는 지진의 규모를 표면파 규모 기준 Ms7.3이라고 분석했다. 필리핀의 보고는 나중에 지진의 진원은 아브라주 타윰 북쪽 3 km 지점, 진원 깊이는 17 km, 규모는 모멘트 규모 기준 Mw7.0으로 변경되었다. 지진의 진원 깊이가 비교적 얕음에도 단층 표면 파열은 확인되지 않았다. 발진기구 분석에 따르면 동북-서남 방향의 가파른 경사(69°)를 가졌거나 남북 방향으로 작은 경사(8°)를 가진 역단층에서 단층 파열이 발생했다고 추정된다.
PHIVOLCS는 처음에 지진이 일어난 위치를 아브라강 단층대 위로 의심했다. 지질학자는 아브라강 단층대에서 큰 지진이 발생할 수 있다고 염려했으며 이 단층대에서 발생한 마지막으로 알려진 지진은 1868년에 일어난 규모 M4.0~5.0의 지진이다. 아브라강 단층은 필리핀 단층대의 북쪽 연장선상에 있다. 이 단층대는 3개 갈래로 루손섬을 통과하여 남쪽의 시에라마드레산맥, 중부의 코르디예라센트랄산맥을 지나 루손섬 북부 해안까지 이어진다. 단층대의 3개 갈래는 전부 남북 방향으로 뻗어 있으며 서쪽에서 동쪽으로 각각 비간-아가오 단층, 아브라강 단층, 디그디그 단층으로 이름이 붙여져 있다. 필리핀 단층대는 코르디예산맥의 플리오세 및 제4기 시기의 융기 활동과 관련이 있다. 아브라강 단층과 디그디그 단층은 순수한 주향이동단층의 움직임을 보이지만 비간-아가오 단층은 큰 충상단층성 성분을 보인다. 루손섬 북부에서는 디그디그 단층이 정단층 운동을 보인다.
하지만 아브라강 단층과 관련된 가파른 경사단층 평면과 단층 움직임은 실제 2022년 지진에서 나온 단층의 움직임과는 다르다. 본진을 일으킨 단층은 경사각이 작고 비스듬한 역단층성 운동을 보였다. 리만도 및 다른 연구자들이 2022년 발표한 과학 저널 논문에 따르면 2022년 지진은 알려진 단층에서 일어난 지진이 아니다. 지진 단층을 모델링한 결과 아브라강 단층 서쪽에 이와 평행한 알려지지 않은 단층에서 지진이 발생했다. 또한 진원 깊이는 13~16 km로 최대 95 cm의 순수 경사운동 변위가 발생했다.

### 여진
PHIVOLCS에서는 최소 3,496회의 여진이 기록되었고 여진의 규모는 M1.4~5.1로 측정되었다. 이 중 63차례의 여진이 유감지진으로 강했다. 7월 28일에는 PHIVOLCS가 지진의 진원 깊이를 15.0 km로 수정했다. 또한 가장 큰 규모의 지진은 10월 25일 발생한 규모 Mw6.4의 지진으로 PHIVOLCS 진도 계급 기준 VII의 최대진도를 감지했다. 최대여진으로 주택과 도로를 포함한 수천 개의 구조물과 기반 시설에 광범위한 피해가 발생했고 139명이 부상을 입었다. 이틀 후 피해 지역을 지원하던 필리핀군 군인 4명이 신인민군의 공격을 받아 2명이 사망하고 1명이 부상을 입었고 1명이 실종되었다. 10월 26일까지 최소 206차례의 여진이 감지되었다.

### 진도
PHIVOLCS 진도 계급(PEIS)에 따르면 비간에서 최대진도 VII (Destructive)를 관측했으며 이를 수정 메르칼리 진도 계급으로 환산하면 VII (Very strong)이다. 극히 일부 지역에서는 최대진도 VIII (Very destructive)의 흔들림도 관측되었다. 비간, 시나이트, 반타이, 산에스테반(남일로코스), 라오악(팡가시난), 바기오 등 필리핀 여러 지역에서 VI (Very strong)의 흔들림을 관측했다.
PHIVOLCS 국장 레나토 U. 솔리둠이 지역 라디오 방송국과 진행한 인터뷰에서 필리핀의 수도 마닐라는 "비교적 중간 강도"의 흔들림이 느껴졌다고 말했다.

### 쓰나미
지진의 진원은 내륙이었으나, 북일로코스주 쿠리마오에서는 최대 0.08 m 높이의 쓰나미가 관측되었다.

## 반응

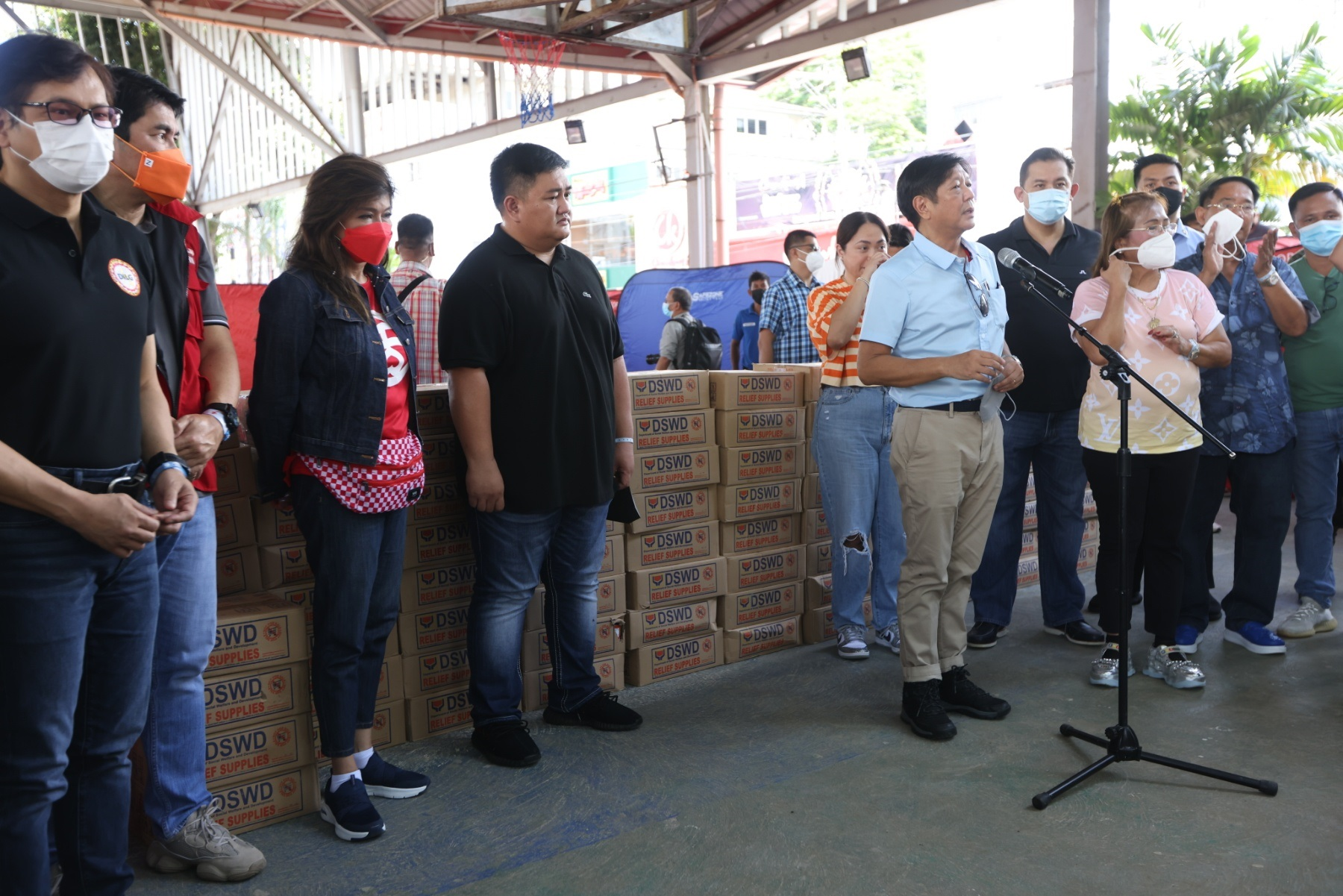
봉봉 마르코스 대통령이 구호 활동과 구호품 배분을 시찰하고 있다.

PHIVOLCS는 이번 지진으로 쓰나미 위협이 없다고 밝혔고, 쓰나미경보도 발령하지 않았다. 진앙이 내륙이라 지진이 해저 융기를 일으키거나 큰 파도를 만들 수 없었다. 하지만 PHIVOLCS는 해안선과 닫힌 수역에서 지진으로 인한 진동으로 세이시가 일어날 수 있다고 지적했다.
필리핀 국립전력공사(NGCP)는 마닐라와 주변 지역의 전력 공급은 정상 상태라고 밝혔다. 다만 NGCP는 순간적인 부하로 인한 트립(정전)이 발생할 수 있다고 덧붙였다.
루손섬의 필리핀 국가경찰(PNP) 사령관은 지역 위협 감소 및 관리청과 협력해 구호 활동을 극대화하는 임무를 맡았다. 모든 경찰 인프라 손상 여부도 점검했다. 육군과 해안경비대도 피해 지역에 파견되었다.
필리핀의 대통령 봉봉 마르코스는 지진에 대한 언론 브리핑을 시행했으며 아브라로 향할 예정이라고 밝혔다. 대통령은 국가와 지방 정부 기관이 구호 활동에 협력할 것이라 예상했지만 현재는 "멀리 떨어져 있는 상태"라고 말했다. 또한 지방 정부가 "(지방 공무원의) 업무를 방해하지 않고 절차를 수행할 수 있도록 하기 위해" 조치할 것이라 말했다. 또한 마르코스 대통령은 통신 회사에게도 송전탑이 붕괴된 지역에 무료 통신을 제공하라고 압박했다. 지방 정부는 피해 평가를 위해 북일로코스주 일부에서 휴업 및 휴교 조치를 내린다고 발표했다.
일로코스 지방에선 필리핀 사회복지개발부가 피해자를 지원할 준비가 되었다고 말했다. 17,410개 이상의 가족 식량꾸러미와 그 외 필수품 9,291개를 창고에서 준비해 배치 준비를 마쳤다. 추가로 비상 대응을 위해 270만 페소(약 48,600 달러)를 긴급 편성했다. 바기오에서도 시장이 강제 휴업과 휴교 조치를 내렸다.
아브라주의 주지사인 도미닉 발레라는 주 전체를 긴급재난사태로 선포했다. 주 관료는 구호 활동을 위해 재난예비기금 58%를 사용하게 승인했다. 필리핀 하원은 지진의 피해를 입은 문화유산, 건물을 포함해 손상된 건물 복원을 위해 국가예산으로 자금을 충당하겠다고 발표했다. 유니세프는 정부의 구호 활동을 지원하고 피해 가족과 아동을 위한 비상용품을 대기시켰다고 발표했다.

### 국제적 구호
- 중화인민공화국: 필리핀 주재 중국 대사인 황시롄은 중국이 지원을 제공할 준비가 되었다고 말했다.[40] 7월 29일 중국 정부는 1천만 페소(203,045 달러 상당)의 긴급 지원품을 지원했다.[41]
- 유럽 연합: 지진 피해자에게 80만 유로를 기부했다.[42] 또한 피해 확인을 위해 궤도 천문대 인공위성을 제공했다.[41]
- 일본: 일본 국제협력기구를 통해 긴급 지원을 제공했다.[41]
- 대한민국: 한국 정부는 인도적 지원을 위해 20만 달러를 기부하겠다고 약속했다.[43]
- 타이완: 타이완 정부는 도움을 요청하면 중화민국 내정부 소방서가 구조 임무를 수행할 준비가 되어있다고 밝혔다.[44] 8월 10일에는 주필리핀 타이베이 경제문화판사처를 통해 미화 20만 달러를 지원했다.[45]
- 미국: 국제이주기구를 통해 대피소급 방수포 3천개를 제공했다.[41]

## 피해
산사태로 사망한 4명을 포함해 총 11명이 사망했으며, 최소 616명이 부상을 입었다. 513,330명 이상이 지진 피해를 입었으며 이 중 57,022명이 이재민이 되었다.
주택 35,798채가 피해를 입었으며, 이 중 686채가 완전 붕괴되었다. 그 외 의료 시설 177채가 붕괴되었다. 학교 8천채 이상이 지진 피해를 입었다. 중앙루손 지방의 11개 학교, 카가얀밸리 지방의 9개 학교, 코르디예라 행정구의 8개 학교, 일로코스 지방의 7개 학교가 심각한 피해를 입었다.
필리핀 농업부와 국립 관개관리국은 피해액을 5,640만 페소(약 102만 달러)로 추산했다. 또한 관개관리국은 관개 시설의 피해가 약 2,270만 페소(약 407,000 달러)라고 추산했다. 필리핀 내 2,383개 건물이 피해를 입었으며 재산 피해는 약 18억 페소(3,250만 달러)로 추정된다. 총 피해액은 18억 8천만 페소로 추산된다.

### 아브라주
피해 예비 조사에 따르면 아브라주의 최소 80%가 지진의 피해를 입었다. 전력선이 끊겨 주 전체에 정전이 발생했다. 많은 사업체도 휴업했다. 주민들은 집 밖에 머물면서 음식 없이 방치되었다. 한 마을 주민은 집에서 떨어진 시멘트 슬라브에 맞아 사망했다. 방게드에서는 기숙사 벽이 붕괴되어 1명이 사망하고 44명이 떨어지는 파편에 맞아 부상을 입었다. 투보에서는 59세 주민이 집 지붕이 무너져 발생한 부상으로 사망했다.
산사태가 발생한 곳에서 시신 4구를 수습했다. 아브라주의 역사적 교회 건물도 피해를 입었다. 방게드의 산로렌조루이즈 성지가 큰 피해를 입었고 종탑 중 하나가 잔해로 무너졌다. 타윰에 있는 타윰 성당도 큰 피해를 입었다. 실향만 640명 이상이 마을 광장으로 피난갔다. 마나보와 방게드에 있는 각각 다리 두곳도 큰 피해를 입었다. 학교와 정부 건물 20채도 피해를 입었다. 산사태 최소 31건이 보고되었고 반파된 건물에서는 사람들이 대피했다. 3개 다리를 포함한 여러 도로도 파괴되었다.

### 바기오
바기오의 관료는 여러 중요한 도로에 잔해들이 쏟아져 피해를 입었다고 말했다. 또한 도시의 건물 33채가 피해를 입었다. 케논 도로, 바기오-부아-이토곤 국도, 벵게트-누에바비스카야 도로가 폐쇄되었고 아스피라스-팔리스피스 고속도로만 개방되었다. 바기오 종합병원에서는 지진으로 환자가 급히 대피했다. 세인트루이스 대학에서는 한 학생이 지진으로 공황에 빠져 부상을 입었다.

### 일로코스주
총 32개 마을과 2개 도시가 피해를 입었고 비간에서 가장 큰 피해가 있었다. 100채 가까운 주택이 큰 피해를 입었다. 유네스코 세계문화유산으로 지정된 비간 구시가지가 피해를 입어 비간 성당과 구시가지 주택, 칼레크리솔로고를 따라 전신주 수 개가 쓰러지는 등 여러 피해가 발생했다. 반타이에 있는 반타이 교회의 오래된 역사적인 종탑도 일부가 붕괴되었다. 남일로코스주에서는 최대 30초가 넘는 강한 흔들림을 느꼈다.

### 메트로 마닐라
메트로 마닐라에서도 지진이 강하게 느껴졌으며 병원과 그 외 여러 건물에서 경미한 피해가 발생했다. 지진으로 마닐라 MRT가 출퇴근 시간 운행을 중단했다. 오전 10시 12분부로 전철이 운행을 재개했으나 마닐라 MRT 2호선은 지진으로 점검이 길어져 계속 운행이 중단되었다. GSIS 빌딩에서는 흔들림이 크게 느껴져 안에 있던 사람들이 급히 대피했다.

### 기타 지역
아파야오주 관료에 따르면 건물 두채가 피해를 입었다. 교실 76곳이 완전히 파괴되었으며 학교 61채가 피해를 입었다. 칼링가주에서는 노동자 1명이 건물에서 떨어져 다리 골절상을 입었다. 칼링가 지방에서 사망자 1명도 발생했다. 북일로코스주에서는 초등학교 같은 오래된 건물에서 벽돌이 떨어지는 피해가 있었다. 시장 건물에도 균열이 발생했다.
필리핀 항만청(PAA)은 북일리코스주 쿠리마오 항구와 클라베리아의 여객 터미널 건물에서 큰 균열이 발생했다고 밝혔다. 이푸가오주 아시풀로에서 산사태가 발생해 구급차가 일부 매몰되었다가 임산부를 포함한 탑승자 4명이 구출되었다. 라트리니다드에서 붕괴되는 건물에 떨어진 파편에 맞아 사망한 한 명을 포함해 벵게트주에서 총 2명이 사망했다. 벵게트주에서 최소 건물 62채가 피해를 입었다.

## 같이 보기
- 2022년 지진
- 필리핀의 지진 목록